# Non Ducor Duco (álbum)
Non Ducor Duco (frase em latim que significa "Não Sou Conduzido, Conduzo") é o primeiro álbum de estúdio lançado pelo músico paulistano Kamau em 4 de Agosto de 2008. Essa frase também está escrita na bandeira paulistana.

## Faixas
| N.º | Título                                                                    | Compositor(es)                                                             | Produção                     | Duração |  |
| 1.  | "(Escuto) Vozes" (part. DJ Willian)                                       | Marcus Silva, Willian Carlos                                               | Kamau                        | 1:01    |  |
| 2.  | "Só"                                                                      | Alexandre Lopes, M. Silva                                                  | Kamau                        | 3:21    |  |
| 3.  | "Evolução Na Locução"                                                     | A. Lopes, M. Silva                                                         | DJ Suissac                   | 3:07    |  |
| 4.  | "Parte De Mim"                                                            | M. Silva                                                                   | Parteum                      | 3:57    |  |
| 5.  | "Não Acredite Se Quiser"                                                  | M. Silva                                                                   | Kamau                        | 3:46    |  |
| 6.  | "Porque Eu Rimo?" (part. MC Rashid, Stefanie, Emicida e Rincon Sapiência) | Danilo Ambrosio, Leandro Oliveira, M. Silva, Michel Costa, Stefanie Garcia | Nave                         | 4:03    |  |
| 7.  | "Vida" (part. Rael da Rima)                                               | A. Lopes, M. Silva, Rafael Marcondes                                       | Munhoz                       | 4:00    |  |
| 8.  | "Equilibrio" (part. Jeffe)                                                | Carlos Munhoz, M. Silva                                                    | Nave                         | 4:00    |  |
| 9.  | "Instinto"                                                                | A. Lopes, M. Silva                                                         | DJ Primo, Kamau              | 3:32    |  |
| 10. | "Dominum" (part. Parteum)                                                 | M. Silva                                                                   | Parteum                      | 4:05    |  |
| 11. | "Resistência" (part. KL Jay e Carlus Avonts)                              | Carlus Avonts, Kleber Simões, M. Silva                                     | Nave, Kamau                  | 4:34    |  |
| 12. | "Sabadão (Os Embalos de...)"                                              | C. Munhoz, M. Silva, L. Oliveira                                           | Nave                         | 3:51    |  |
| 13. | "Komwé" (part. Emicida)                                                   | L. Oliveira, M. Silva                                                      | Kamau                        | 4:08    |  |
| 14. | "Amar é..."                                                               | M. Silva                                                                   | Kamau, Filiph Neo (co-prod.) | 3:46    |  |
| 15. | "Tambor" (part. Rincon Sapiência e Thalma de Freitas)                     | D. Ambrosio, M. Silva, Thalma de Freitas                                   | Kamau                        | 4:09    |  |
| 16. | "A Quem Possa Interessar" (com Jeffe)                                     | C. Munhoz, M. Silva                                                        | DJ Primo                     | 3:43    |  |
| 17. | "Homens Trabalhando"                                                      | B. Alexandre, M. SIlva                                                     | Nave, Kamau                  | 1:19    |  |

## Destaques
- Foi considerado pela Revista Rolling Stone do Brasil como um dos 25 melhores discos nacionais de 2008.[2]